# Arata Watanabe
Arata Watanabe (渡邉 新太 Watanabe Arata?), född 5 augusti 1995 i Niigata prefektur, är en japansk fotbollsspelare.
Watanabe började sin karriär 2018 i Albirex Niigata.